# Гней Педаний Фуск Салинатор (консул 118 г.)
Вижте пояснителната страница за други личности с името Гней Педаний Фуск Салинатор.
Гней Педаний Фуск Салинатор (на латински: Gnaeus Pedanius Fuscus Salinator) е политик и сенатор на Римската империя през 2 век.

## Биография
Произлиза от Барцино в Тараконска Испания. Неговият баща Гней Педаний Фуск Салинатор e суфектконсул 84 г.
Фуск се жени за Юлия Сервиана Павлина, дъщеря на Луций Юлий Урс Сервиан и Домиция Павлина, сестра на император Адриан.
Фуск учи реторика и се присъединява към Плиний Млади. През 118 г. е редовен консул заедно с император Адриан.
Фуск и Юлия Павлина имат син, Гней Педаний Фуск Салинатор, който е обвинен заедно с дядо си Сервиан в план за отстраняване на определения наследник от Адриан, Луций Елий Цезар. Изглежда младият Фукс се стремял за императорската власт и затова е екзекутиран през 136 г. заедно с дядо му Сервиан.
Фуск умира преди Адриан († 138 г.).